# Víctor Israel
Víctor Israel   (Puig-reig, 13 de juny de 1929 - Barcelona, 19 de setembre de 2009) nom artístic de Josep Maria Soler Vilanova, era un actor de cinema català.

## Biografia
En acabar la seva etapa formativa bàsica Victor Israel va cursar Comerç. Paral·lelament, la seva formació cultural i artística va ser força ampla, va estudiar Psicologia, Filosofia, RRPP, idiomes i Música. La seva educació en les Arts Dramàtiques es va dividir entre l'Estudi d'actors de Julio Coll i Fernando Espona i l'Institut del Teatre.
Va començar la carrera davant las càmeres l'any 1961 a Tierra de todos d'Antoni Isasi. Al llarg de la seva trajectòria va aparèixer en més de 140 pel·lícules, majoritàriament de terror i westerns. La majoria de papers d'Israel van ser secundaris. El seu aspecte físic el feia idoni per interpretar personatges misteriosos i de poc fiar. Als anys 80 el seu volum de feina va decaure. Tanmateix, la seva imatge fílmica va ser rescatada i, fins i tot, homenatjada rebent alguns papers de mans d'alguns cineastes catalans com Santiago Lapeira, Carlos Benpar, Antoni Martí, Carlos Balagué i José Luis Valls, entre d'altres.

## Filmografia seleccionada
- Tierra Brutal (1961)
- El fabulós món del circ (Circus World) (1964)
- Doctor Jivago (Doctor Zhivago) (1965)
- Yankee (1966)
- El bo, el lleig i el dolent (Il buono, il brutto, il cattivo) (1966)
- ¡Vivan los novios! (1970)
- The Light at the Edge of the World (1971)
- Pánico en el Transiberiano (1972)
- Treasure island (1972)
- El monte de las brujas (1972)
- Bons baisers de Hong Kong (1975)
- Hell Of The Living Dead (1980)
- Asalto al Banco Central (1983)